# Устряловский
 Устряловский  —поселок в Большечерниговском районе Самарской области в составе сельского поселения Восточный. 

## География
Находится на расстоянии примерно 16 километр по прямой на юг-юго-восток от районного центра села Большая Черниговка.

## Население
Постоянное население составляло 184 человека в 2002 году (русские 42%, казахи 35%) ,  126 в 2010 году.